# Vinyan
Vinyan ist ein britisch-französisches Drama mit Horrorelementen. Regie führte Fabrice du Welz. Der Film feierte seine Premiere bei den Internationalen Filmfestspielen von Venedig am 30. August 2008.

## Handlung
Das wohlhabende Ehepaar Jeanne und Paul hat seinen Sohn Joshua beim Tsunami 2004 in Thailand verloren. Sechs Monate später glaubt Jeanne, Joshua auf einem Video aus der Tanintharyi-Region zu erkennen. Diese unzugängliche Gegend kann nur durch Boote erreicht werden.
In Myanmar beauftragen sie den zwielichtigen Thaksin Gao damit, sie zu Joshua zu führen. Zuerst wird versucht, ihnen einen anderen Jungen als Joshua zu präsentieren. Schließlich landen sie in einem verlassenen Dorf, wo bis auf ein verängstigtes älteres Paar ausschließlich Waisenjungen leben.

## Synchronisation
| Rolle          | Schauspieler     | Deutscher Synchronsprecher |
| -------------- | ---------------- | -------------------------- |
| Jeanne Bellmer | Emmanuelle Béart | Susanne von Medvey         |
| Paul Bellmer   | Rufus Sewell     | Udo Wachtveitl             |

## Rezension
Tim Geyer schrieb auf der Filmseite critic.de: „Vinyan wirkt verstörend, was dem Regisseur Fabrice Du Welz nicht mittels plumper Effekthascherei, sondern durch die dunkle Schönheit seiner Bilder, die auf eindrucksvolle Weise das Drama einer Mutter schildern, gelingt.“ Du Welz mache „viele Anleihen beim klassischen Horrorkino, jedoch stets mit dem Ziel, damit die psychosomatischen Einblicke in Jeanne Bellmers Innenleben zu tragen“.
Die Filmrezension-Metaseite Rotten Tomatoes zählt insgesamt 10 positive und 9 negative Kritiken zu Vinyan, von den Usern der Seite mochten nur 32 % den Film.